# Сиверс, Яков Фёдорович
Я́ков Фёдорович Си́верс (1813—1882) — генерал-лейтенант русской императорской армии.

## Биография
Родился 21 ноября (3 декабря) 1813 года в дворянской семье Лифляндской губернии.
Образование получил в кондукторской роте Главного инженерного училища; службу начал в кондукторской роте инженерного училища в 1829 году и через два года был утверждён 
. По болезни временно оставил военную службу, вернувшись в 1834 году — юнкером в Лубенский гусарский полк. В 1835 году был произведён в корнеты и в следующем году был назначен исправляющим должность полкового адъютанта. В 1840 году, уже в чине поручика, состоял адъютантом начальника 2-й кавалерийской дивизии, генерал-лейтенанта Муравьёва, и в том же году был произведён в штабс-ротмистры. Получив в 1844 году чин ротмистра за отличие по службе, в следующем году он был назначен командующим 6-м эскадроном, но вновь заболел. Вновь вернувшись на службу, в 1847 году он был прикомандирован к Школе гвардейских подпрапорщиков и кавалерийских юнкеров для испытания в должности эскадронного офицера; утверждённый эскадронным офицером училища, был переведён в лейб-гвардии Кирасирский Его Величества полк с чином штаб-ротмистра; в 1851 году был произведён в ротмистры и награжден орденом Св. Анны 3-й степени; в 1854 году получил знак отличия беспорочной службы за XV лет и орден Св. Анны 2-й степени; в 1856 году был назначен командиром эскадрона юнкеров, а в 1857 г. утверждён в этой должности и произведён за отличие по службе в полковники.
В период 1860—1862 гг. был отмечен наградами: орденом Св. Станислава 2-й степени с императорскою короной, Св. Владимира 4-й степени и знаком отличия за XX лет беспорочной службы.
В 1863 году был назначен начальником Николаевского училища гвардейских юнкеров, в следующем году награждён орденом Св. Анны 2-й степени с императорской короной, а в 1865 году за отличие по службе произведён в генерал-майоры, с зачислением по гвардейской кавалерии.
В 1866 году был назначен на должность младшего помощника начальника 3-й кавалерийской дивизии и в этой должности оставался до 1872 года, когда стал старшим помощником. Был награждён орденом Св. Владимира 3-й степени (1867) и Св. Станислава 1-й степени (1870). С упразднением должностей помощников начальников дивизий был отчислен за штат, а затем исключён из списков штаба дивизий и в 1873 году зачислен по армейской кавалерии в запасные войска.
В 1878 году был произведён в генерал-лейтенанты с увольнением от службы с мундиром и полным пенсионом.
Умер 9 (21) ноября 1882 года; похоронен на Смоленском лютеранском кладбище вместе с братом Егором Сиверсом (1812—1833) — юнкером лейб-гвардии Уланского полка и сотоварищем Михаила Лермонтова по учёбе в Школе гвардейских подпрапорщиков и кавалерийских юнкеров.